# Itzlacoliuhque

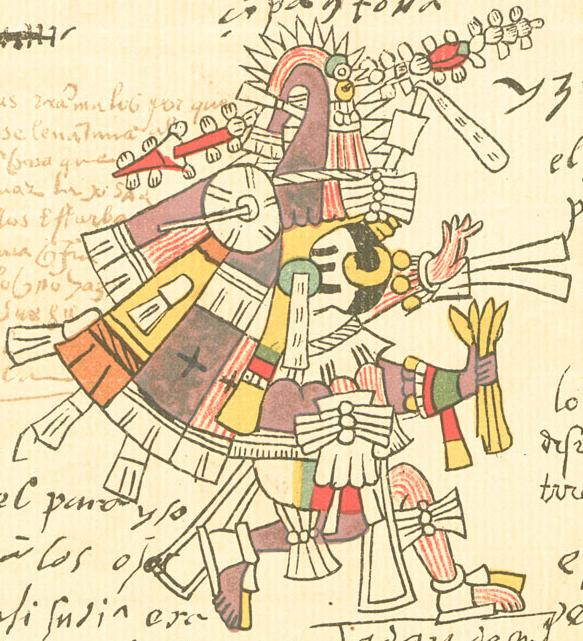
Itzlacoliuhque

Itzlacoliuhque, o Itzcoliuhqui, secondo la mitologia azteca era il dio dell'oscurità, dei disastri, della temperature e dell'ossidiana, in particolare nella forma di coltelli. 
Il nome deriva da Itzà, che sta ad indicare una popolazione di origine nahua-tolteca, che invase lo Yucatán ed il cui significato in lingua azteca è "popolo del coltello di pietra". Viene talvolta identificato in, o come un aspetto di, Quetzalcoatl o Tezcatlipoca.